# Gasthaus zur Krone (Kempten)

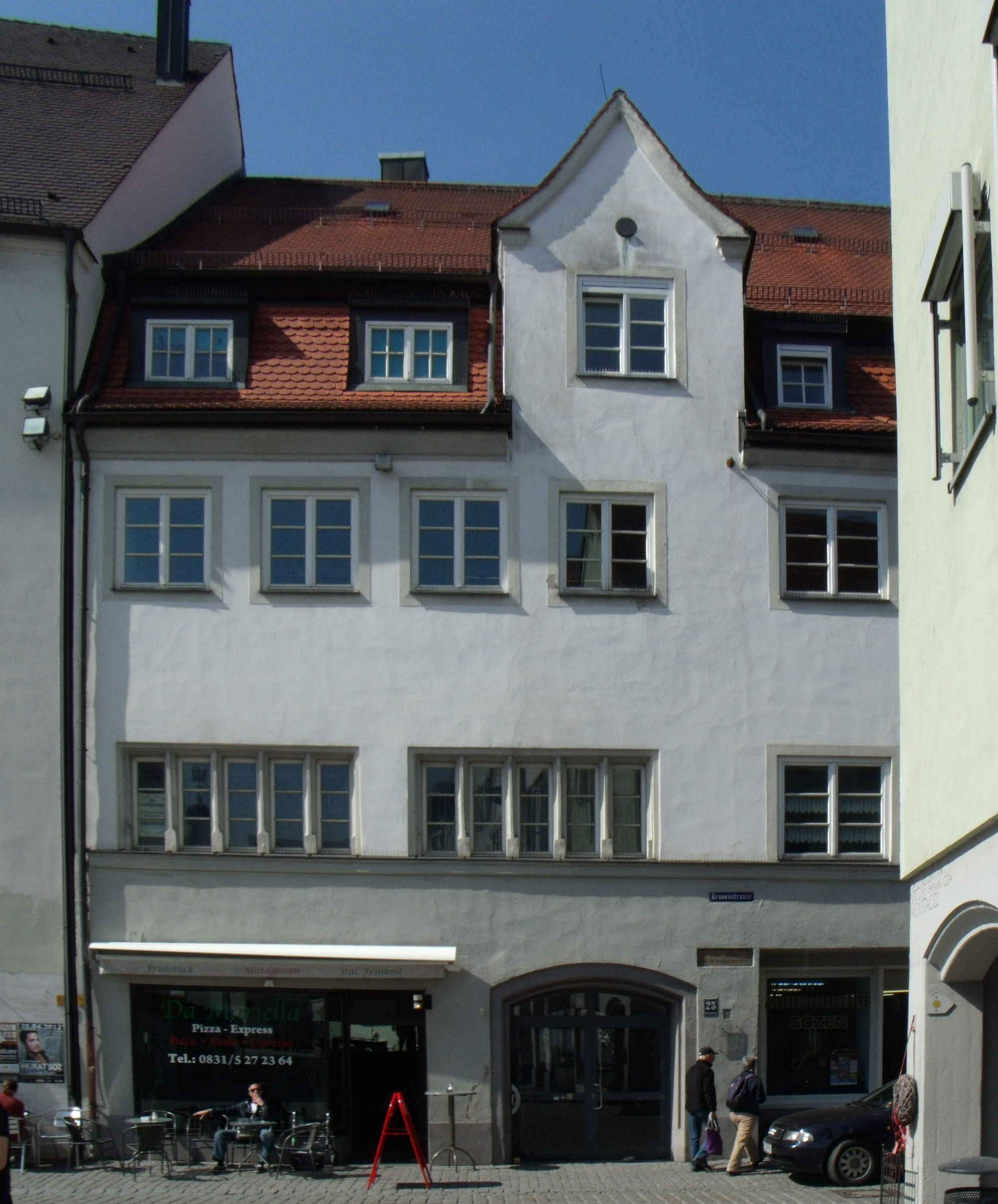
Gasthaus zur Krone an der Kronenstraße 25

Das Gasthaus zur Krone (auch Gasthof zur Krone) ist ein denkmalgeschütztes Gebäude der kreisfreien Stadt Kempten (Allgäu). Das Haus besaß früher die Adresse Rathausplatz 34, mittlerweile ist es unter Kronenstraße 25 adressiert.
Das Gebäude ist dreigeschossig, in der nördlichen Fensterachse springt der Bau zurück. Das Giebelzwerchhaus ist wohl noch in der zweiten Hälfte des 16. Jahrhunderts entstanden und wurde im 18. Jahrhundert bei dem Einbau eines Mansarddaches erneuert.
Im Erdgeschoss befindet sich eine Stichbogeneinfahrt. Im Obergeschoss sind zwei breite Fenster in fünfteiligem Sandsteinprofilrahmen markant. Dahinter befindet sich die ehemalige Gaststube mit einer hölzernen Flachtonnendecke.  Im Keller und im Erdgeschoss des Rückgebäudes befinden sich Tonnengewölbe.